# 中国人民解放軍政治工作条例
中国人民解放軍政治工作条例（ちゅうごくじんみんかいほうぐんせいじこうざくじょうれい）とは、中華人民共和国人民解放軍における政治工作を規定した法規である。中国語表記「中国人民解放军政治工作条例」英文表記「The PLA Political Work Regulation」（PLAは人民解放軍の略称）、新華社通信および中国政府公式ホームページ上での略称は「政工条例」。

## 概要
中国人民解放軍周桓上将によって草案が作られた。中国軍事略年表（1927～1996）によれば草案策定は1954年4月15日。後に毛沢東が了承し、1963年3月27日には中国共産党中央委員会（中共中央）より公布され、1964年8月1日に人民出版社より一部80ページ16元にて2万分印刷された。
2003年12月5日には修正され、解放軍に「三戦」の任務を与えることが明記された。この「三戦」については国際社会からの注目を浴び、各国研究機関・軍事機関の調査研究対象となっている。解放軍の各部隊は、本条例に基づき作戦を実施しているとされる。また、2010年9月13日にも修正版が告知された。そのため、政治工作条例(2003)、政治工作条例(2010)と表記される例もある。

## 三戦
三戦（さんせん）とは、世論戦（輿論戦）、心理戦、法律戦の3つの戦術を指している。平成21年版防衛白書によれば、
- 「輿論戦」は、中国の軍事行動に対する大衆および国際社会の支持を築くとともに、敵が中国の利益に反するとみられる政策を追求することのないよう、国内および国際世論に影響を及ぼすことを目的とするもの。
- 「心理戦」は、敵の軍人およびそれを支援する文民に対する抑止・衝撃・士気低下を目的とする心理作戦を通じて、敵が戦闘作戦を遂行する能力を低下させようとするもの。
- 「法律戦」は、国際法および国内法を利用して、国際的な支持を獲得するとともに、中国の軍事行動に対する予想される反発に対処するもの。

とされる。
また、一般財団法人　平和・安全保障研究所によれば、「三戦」とは「法律戦」、「世論戦（輿論戦）」、「心理戦」である。経済・文化交流を通じて世論誘導あるいは分断をし、敵の戦闘意思を削ぎ、戦わずして中国に屈服するよう仕向けるものを目的としている。また、これらの影響について、尖閣諸島への進出も三戦の一環であるとの考察を同志社大学教授の浅野 亮は語っている。

## 条文

### 2003年版
第一章　総則
第一条　中国人民解放軍の政治工作を規範に合わせて強化するため、中国共産党規約と中華人民共和国憲法に基づき、本条例を制定する。
第二条　中国人民解放軍は、中国共産党が創建し、指導する、マルクス・レーニン主義、毛沢東思想、鄧小平理論、及び三つの代表の重要思想で武装した人民軍であり、中華人民共和国の武装兵力であり、人民民主主義政治の強固な柱石である。人民とともにしっかり立ち、誠心誠意人民に奉仕することが、軍を支える唯一の目的である。中国人民解放軍は、終始変わらず人民軍としての性質を保持し、党に忠実であり、社会主義に忠実であり、祖国に忠実であり、人民に忠実でなければならない。
第三条　中国人民解放軍は、強固な国防、侵略への抵抗、祖国の防衛、人民の平和な労働を防衛し、国家建設事業に参加する任務を負う。中国人民解放軍は、党の基本理論、基本路線、基本綱領及び基本経験を堅持し、毛沢東軍事思想、鄧小平新時代軍隊建設思想及び江沢民国防・軍隊建設思想を貫徹し、中央軍事委員会新時代軍戦略方針を貫徹し、按照政治合格、军事过硬、作风优良、纪律严明、保障有力的总要求，紧紧围绕打得赢、不变质两个历史性课题、中国の特色ある軍事変革を積極的に推進し、機械化と情報化の二つの重要な歴史的任務の完成に努め、現代化正規化された強大な革命軍を建設するため、中国の特色ある社会主義を作り上げるため、祖国の統一を完成し、世界平和を擁護し共同発展を促進すべく奮闘しなければならない。
第四条　中国人民解放軍は、中国共産党の絶対的指導化に置かれ、その最高指導権と指揮権は中国共産党中央委員会と中央軍事委員会に属する。
第五条　中国人民解放軍の政治工作は、中国共産党の軍内における思想工作と組織工作であり、軍隊の戦闘力を構成する重要な要素であり、党による軍に対する絶対的指導を実現し軍が機能を果たすことを保証するものであり、中国人民解放軍の生命線である。
第六条　中国人民解放軍の政治工作は、マルクス・レーニン主義、毛沢東思想、鄧小平理論、及び三つの代表の重要思想を指針とする。
第七条　中国人民解放軍の政治工作の新世紀における新しい段階の基本任務は、国家の改革開放と小康社会の全面的建設に奉仕し、中国の特色ある軍事変革と軍の革命家現代化正規化に奉仕し、政治上、思想上、組織上党の軍に対する絶対的指導と人民軍の性質を保証し、理想・道徳・文化・紀律をもった軍人の育成を目標とする軍社会主義精神文明の建設を保証し、具内部の団結と軍政と軍民の団結を保証し、軍の戦闘力の向上と各種任務の完成を保証することである。
- 第八条　人民解放軍の部隊所属、部隊の単位（以下省略）
- 第九条　解放軍の成立している政治部・政治機関・政治指導員
- 第十条　人民解放軍のプロジェクトの遵守すべき原則
- 第十一条　路線

政治工作の根本作風は解放思想保持、調査し官僚主義の中で実際問題の解決する。
- 第十二条　中国解放軍での政治機関は、政治工作機関の指導機関である。責任を負う官吏、軍隊内でのプロジェクトや組織管理
- 第二章　政治工作の内容
- 第十三条
- 第十四条